# Falcimala
Falcimala — рід еребід з підродини совок-п'ядунів, представники якого зустрічаються в Південній Азії та Індії.

## Систематика
У складі роду:
- Falcimala acosmopis Turner, 1902
- Falcimala albipuncta Turner
- Falcimala angulifascia Rothschild, 1916
- Falcimala atrata Butler, 1889
- Falcimala japonica Butler, 1881
- Falcimala lativitta Moore, 1882
- Falcimala morapanoides Rothschild, 1916
- Falcimala ochrealis Hampson